# Датско-шведская фермерская собака
Датско-шведская фермерская собака (датско-шведский гардхунд, дат. Dansk-svensk gårdhund, швед. Dansk-svensk gårdshund) — порода собак, выведенная на территории восточной Дании и южной Швеции, на побережье пролива Эресунн, популярная на всей территории Скандинавии. Эта старинная местная порода использовалась на фермах для охраны людей, домашнего скота и имущества от злоумышленников, а также в качестве крысолова и охотничьей собаки. По некоторым признакам, порода ведет происхождение от пинчеров и британских белых охотничьих терьеров.

## Название породы
Датско-шведская фермерская собака признана национальными кинологическими организациями Дании и Швеции в 1987 году, при этом было достигнуто соглашение о наименовании породы. Собака в течение многих веков использовалась для работы на ферме, и название породы стало естественным продолжением её функции. До официального признания порода была известна под местным названием rottehund, или собака-крысолов.

## Внешний вид
В соответствии со стандартом МКФ, датско-шведская фермерская собака имеет компактный корпус, высота в холке — 30—39 см. Соотношение высоты и длины корпуса — 9:10. Голова довольно маленькая, треугольная, с хорошо выраженным переходом. Шерсть густая, короткая, гладкая. В окрасе преобладает белый цвет, допустимы пятна разной формы и цвета. Хвост может быть длинным или куцым от природы.

## Темперамент
Датско-шведская фермерская собака считается дружелюбной и спокойной породой. Эти собаки не только выполняют свою работу на ферме, пасут стада и отпугивают злоумышленников, они также отличные компаньоны для взрослых. Известна их игривость и дружелюбность к детям своих владельцев. Гардхунды внешне сходны с терьерами, и их нередко путают, но характер и поведение гардхунда никогда не будет таким активным, как у терьера.
Собаки этой породы очень энергичны и любят активную работу. Поэтому их успешно используют для занятий различными видами спорта, в том числе флайболом, аджилити, курсингом.